# کایوس (اورگن)
کایوس (به انگلیسی: Cayuse) یک منطقهٔ مسکونی در ایالات متحده آمریکا است که در شهرستان اوماتیلا، اورگن واقع شده‌است. کایوس ۷٫۵ کیلومتر مربع مساحت و ۶۸ نفر جمعیت دارد و ۴۳۲ متر بالاتر از سطح دریا واقع شده‌است.